# Leuconotopicus
Leuconotopicus (лат.) — род птиц из семейства дятловых. Представители рода распространены в Северной, Центральной и Южной Америке. 

## Таксономия
Род был введён в 1845 году французским орнитологом Альфредом Малербом, стрикландов дятел (Leuconotopicus stricklandi) был назначен типовым видом.
Родовое название представляет собой комбинация др.-греч. λευκός — «белый», др.-греч. νωτον — «спина» и др.-греч. πικος — «дятел».
Виды, которые в настоящее время отнесены к этому роду, ранее относили к роду Picoides. По результатам молекулярно-филогенетического исследования они были переведены в восстановленный род Leuconotopicus.
По данным базы Международного союза орнитологов в состав рода включают 6 видов:
| Изображение | Научное название            | Русское название        | Распространение |
| ----------- | --------------------------- | ----------------------- | --- |
|             | Leuconotopicus borealis     | Кокардовый дятел        | юго-восток США от Флориды до Нью-Джерси и Мэриленда и на запад до востока Техаса и Оклахомы, а также внутренние районы Миссури, Кентукки и Теннесси     |
|             | Leuconotopicus fumigatus    | Темнобровый венилиорнис | Аргентина, Белиз, Боливия, Колумбия, Коста-Рика, Эквадор, Сальвадор, Гватемала, Гондурас, Мексика, Никарагуа, Панама, Перу и Венесуэла                  |
|             | Leuconotopicus arizonae     |                         | юг Аризоны и Нью-Мексико, Западная Сьерра-Мадре (запад Мексики)                                                                                         |
|             | Leuconotopicus stricklandi  | Стрикландов дятел       | Мексика |
|             | Leuconotopicus villosus     | Волосатый дятел         | Багамские Острова, Канада, Коста Рика, Сальвадор, Гватемала, Гондурас, Мексика, Никарагуа, Панама, Пуэрто-Рико, Сен-Пьер и Микелон, Теркс и Кайкос, США |
|             | Leuconotopicus albolarvatus | Белоголовый дятел       | от Британской Колумбии до юга Калифорнии |